# Anton Frederik Scheffer
Anton Frederik Scheffer (ca. 1705/06 – 1774) var en dansk forstmand.
Han var livtjener hos kong Christian VI, senere skovrider og stutmester ved Frederiksborg Stutteri og blev 1747 overførster på Lolland og Falster. Han blev 1769 overførster i Nordslesvig og etatsråd og døde 1774, 68 år gammel. 